# ザバダニ

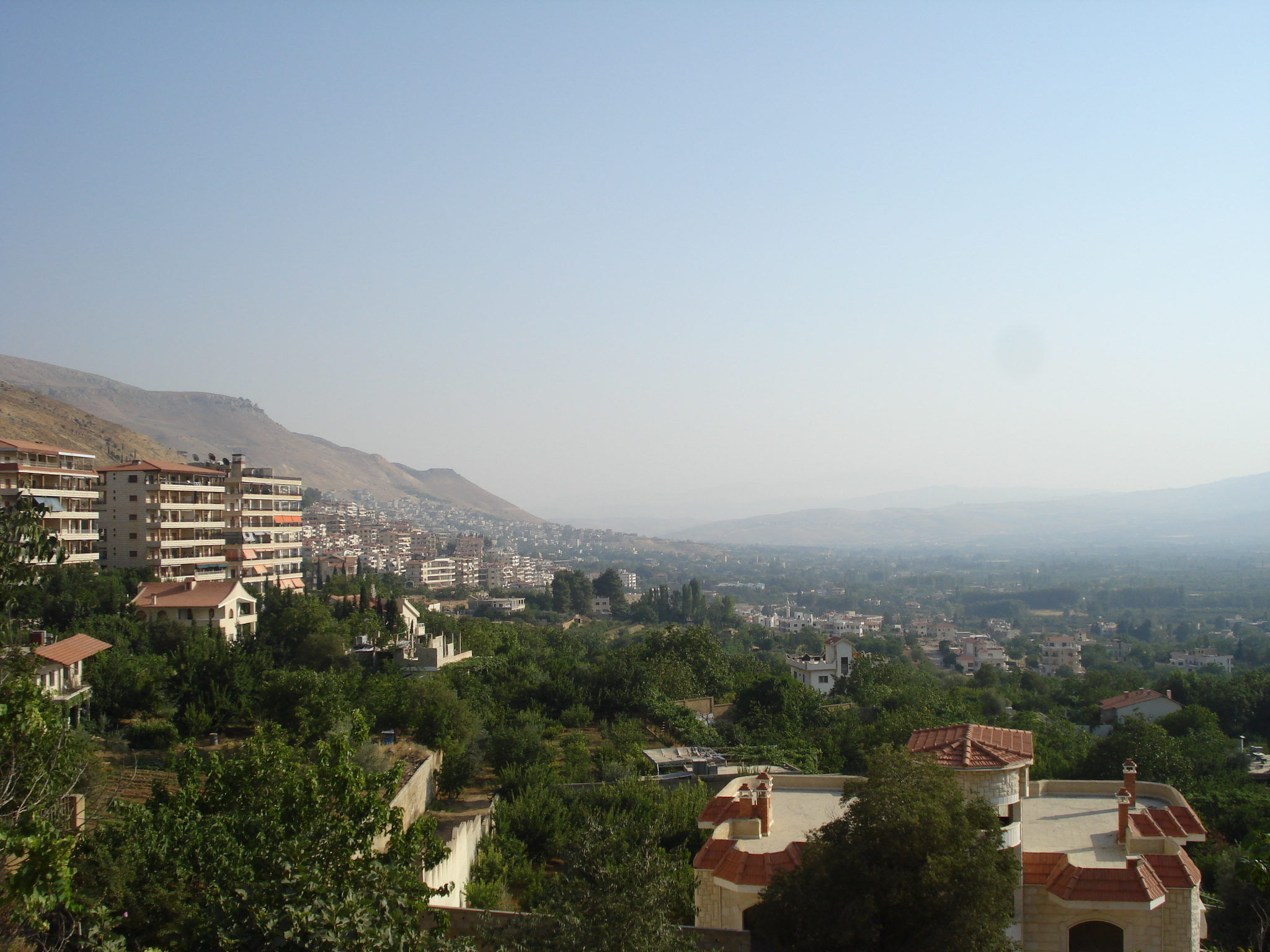
アル・ザバダニの町

ザバダニ（アル・ザバダニ、ザバダーニ、Zabadani、アラビア語：الزبداني ）はシリア南西部のリーフ・ディマシュク県にある都市。レバノン国境付近にあり、周囲をアンチレバノン山脈に囲まれた盆地にある。標高はおよそ1,100mで、盆地内部は豊かな緑に囲まれている。人口は約30,000人。
南東のアンチレバノン山脈山麓にある首都ダマスカスに比べると、高原のザバダニは気候がより穏やかであり、夏の気温はダマスカスより5度から8度は低い。12月から2月後半にかけては気温はダマスカスより低くマイナス10度に達し、雪も積もる。こうした気候のため、ダマスカスをはじめとするシリアの他都市の住民や、湾岸諸国など国外からの旅行者には人気のあるリゾート地になっている。周辺の小都市ブルダン（Bloudan）はザバダニよりも標高の高い場所（標高1,500m）にあり、何万人ものリゾート客が集まる。
ザバダニの住民は大半がスンニ派ムスリムで、その他キリスト教徒もおり教会や修道院が建っている。ダマスカスの近郊にあり交通の便も良いザバダニは急速に成長している。シリアのボーイスカウトはザバダニに訓練センターを置き、1954年の第一回アラブ・ジャンボリーもここで開催されている。